# Kostel svaté Markéty (Kroučová)
Kostel svaté Markéty v Kroučové je římskokatolický filiální kostel. Novogotická stavba pochází z let 1904–1905, kdy byl též vysvěcen. Od roku 1992 je chráněn jako kulturní památka.

## Historie kostela
Nejstarší dochované zmínky uvádějí farní kostel v Kroučové již v roce 1352. Předchůdcem dnešního kostela byl kostel ze 17. století, rovněž zasvěcený svaté Markétě Antiochijské, vzniklý ze zámecké kaple postupným přistavováním. Při jeho bourání v roce 1904 a kopání základů byly nalezeny dvě jámy s pochovanými ostatky mrtvých (asi 150 osob) z husitské bitvy u Řevničova z 9. června 1434. Tehdy se v lese na Džbánu u Řevničova střetly oddíly Jakoubka z Vřesovic s Alešem Holickým ze Šternberka. 
V blízkosti závěru kostela stojí památná lípa, jako vzpomínka na zdejšího rodáka Jiřího Fejfara, jenž v roce 1620 na tomto místě zemřel poté, co doručil zprávu o výsledku bitvy na Bílé hoře.

## Architektura

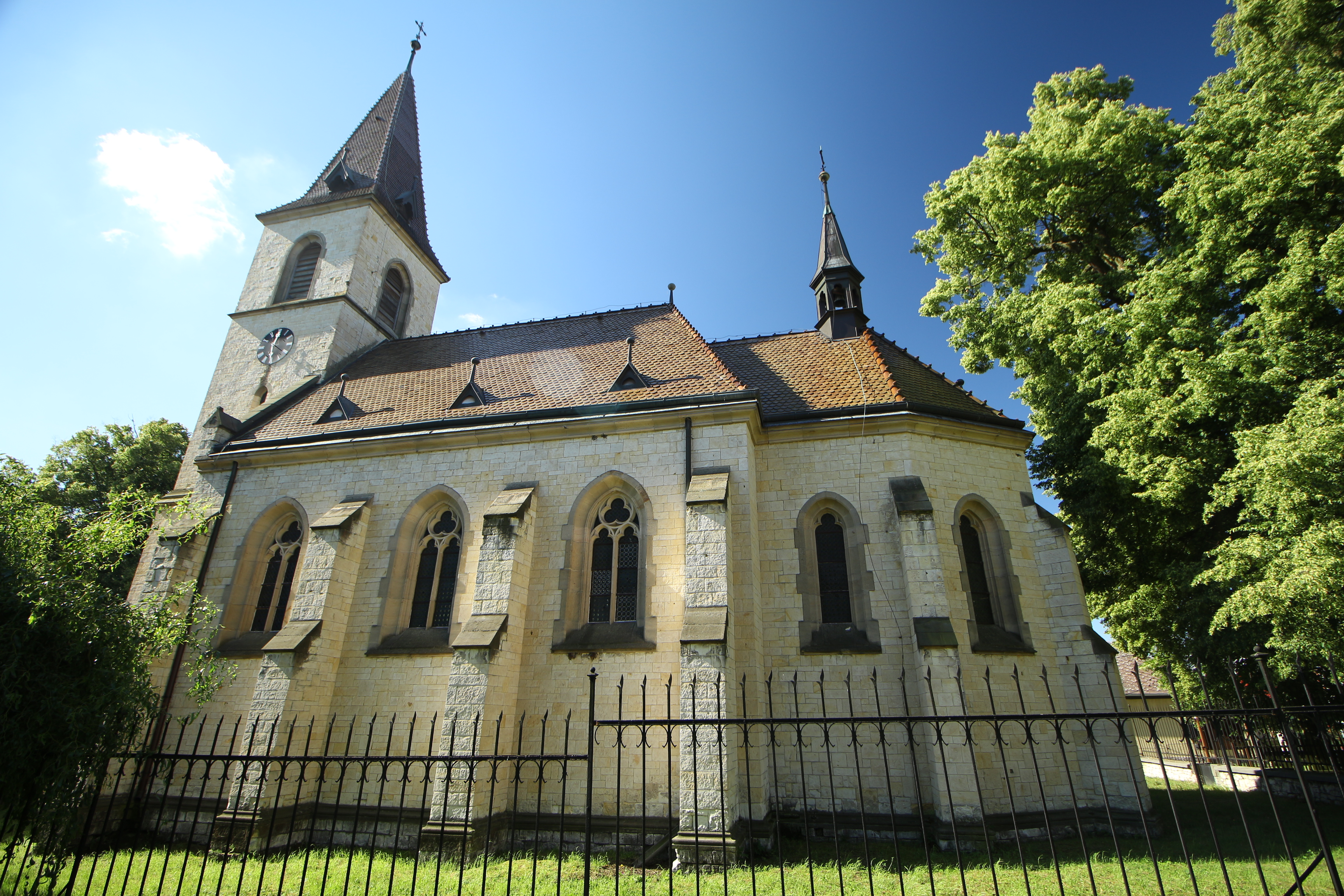
Kostel svaté Markéty

Současný kostel byl postaven podle návrhu stavitele Františka Davida z Cítolib. Podobný kostel Povýšení svatého Kříže podle Davidova projektu stojí také v Radonicích nad Ohří. Kroučovská stavba je provedena z místního materiálu – opuky. Nad oltářem je socha sv. Markéty a vlevo visí její obraz z původního kostela. Kamenný oltář i kazatelna jsou údajně z jednoho kusu opuky. 
Zvláštností kostela je jeho neobvyklá orientace, průčelí věže i hlavní vchod směřují na východ k návsi, ačkoli by správně mělo na východ směřovat kněžiště. Otočení kostela si údajně prosadili místní obyvatelé, kteří se z návsi nechtěli dívat na jeho zadní stranu, ale zepředu na věž a hlavní vchod. O změnu orientace se zasloužil i tehdejší starosta obce František Fejfar, významný pěstitel chmele  a dlouhodobý předseda Chmelařského spolku. Církev v té době již otočení kostelů povolovala.